# Robert Venturi
Robert Venturi (Filadelfia, Pensilvania; 25 de junio de 1925-Ib.,18 de septiembre de 2018) fue un arquitecto estadounidense. Realizó una parte importante de su obra conjuntamente con su esposa, Denise Scott Brown con quien trabajó desde 1969. Scott, sin embargo, fue excluida del premio Pritzker con el que fue galardonado en 1991. Quince años después, ambos de manera conjunta fueron distinguidos con la Medalla de Oro del AIA 2016, el premio de arquitectura más importante de Estados Unidos. Alcanzó prestigio cuando en la década de 1960 inició la crítica a la ortodoxia del movimiento moderno, que desembocó en el postmodernismo de la década de 1970. Su causa defendía una arquitectura compleja y que aceptara sus contradicciones. Rechazó la austeridad del movimiento moderno y animó el retorno del historicismo, la decoración añadida y de un rotundo simbolismo en el diseño arquitectónico.

## Biografía
Nació en Filadelfia como Robert Charles Venturi, hijo de Robert Venturi Sr. y Vanna (de soltera Luizi) Venturi, y fue criado como cuáquero. asistió a la escuela en la Academia Episcopal en Merion (Pensilvania). Estudió arquitectura en la Universidad de Princeton, en Nueva Jersey, y pasó después tres años como becario en la Academia Americana en Roma. A continuación Venturi trabajó hasta 1958 en el estudio de Eero Saarinen y Louis Kahn. En esa época también fue profesor de arquitectura teórica en la Universidad de Pensilvania, en Filadelfia. A partir de 1964 trabajó con John Rauch. En 1967 se casó con Denise Scott Brown con quien trabajó conjuntamente desde 1969, creando el estudio Venturi, Rauch y Scott Brown Asociados.

## Trayectoria
Venturi es considerado como uno de los arquitectos más originales de finales del siglo xx y es apreciado por haber introducido conceptos diferentes en sus obras, que se apartan de todo lo que se acostumbra a ver en arquitectura. Al mismo tiempo ha expresado sus pensamientos en numerosas conferencias y clases, y también en varios libros y artículos. Escribió sus libros principalmente con su socia y esposa Denise Scott Brown, en los que realza el hecho de que también la arquitectura moderna se basa en las referencias históricas. Según manifiesta, él como arquitecto intenta no dejarse llevar por el hábito, sino por un sentido consciente del pasado, evaluando detenidamente lo que significa y la conveniencia y forma de tenerlo en cuenta en sus proyectos.
Publicó un manifiesto, Complejidad y contradicción en arquitectura en 1966; en la introducción, Vincent Scully lo considera «acaso el escrito más importante en arquitectura desde la publicación de Vers Une Architecture por Le Corbusier en 1923».
Durante sus más de 50 años de carrera, Venturi ha sido profesor, entre otras, en las universidades de Harvard, Yale y Princeton.

## Premios
En 1983 fue distinguido con la Medalla Thomas Jefferson. En 1991 fue distinguido con el premio Pritzker, uno de los galardones internacionales más importantes de arquitectura, comparable al premio Nobel. Su esposa Denise Scott Brown se negó a acompañarle en la ceremonia de entrega del galardón ya que consideró que el premio hubiera debido ser compartido. En 2013 un grupo de estudiantes de Harvard inició una petición en internet para solicitar la concesión del Pritzker de manera retroactiva para Denise Scott.  La petición fue firmada entre otros por el propio Robert Venturi a pesar de que en 1991 en su discurso de aceptación no reclamó compartir el premio aunque si mencionara que Scott Brown realizaba más del 50 % del trabajo. Después de varios meses de especulaciones tras la protesta, en junio de 2013 el comité del premio Pritzker se reunió y decidió no reconocer retroactivamente a Scott Brown.
En noviembre de 2015 se anunció que Robert Venturi y Denise Scott Brown conjuntamente eran distinguidos con la Medalla de Oro del AIA del Instituto Americano de Arquitectura.

## Obras representativas

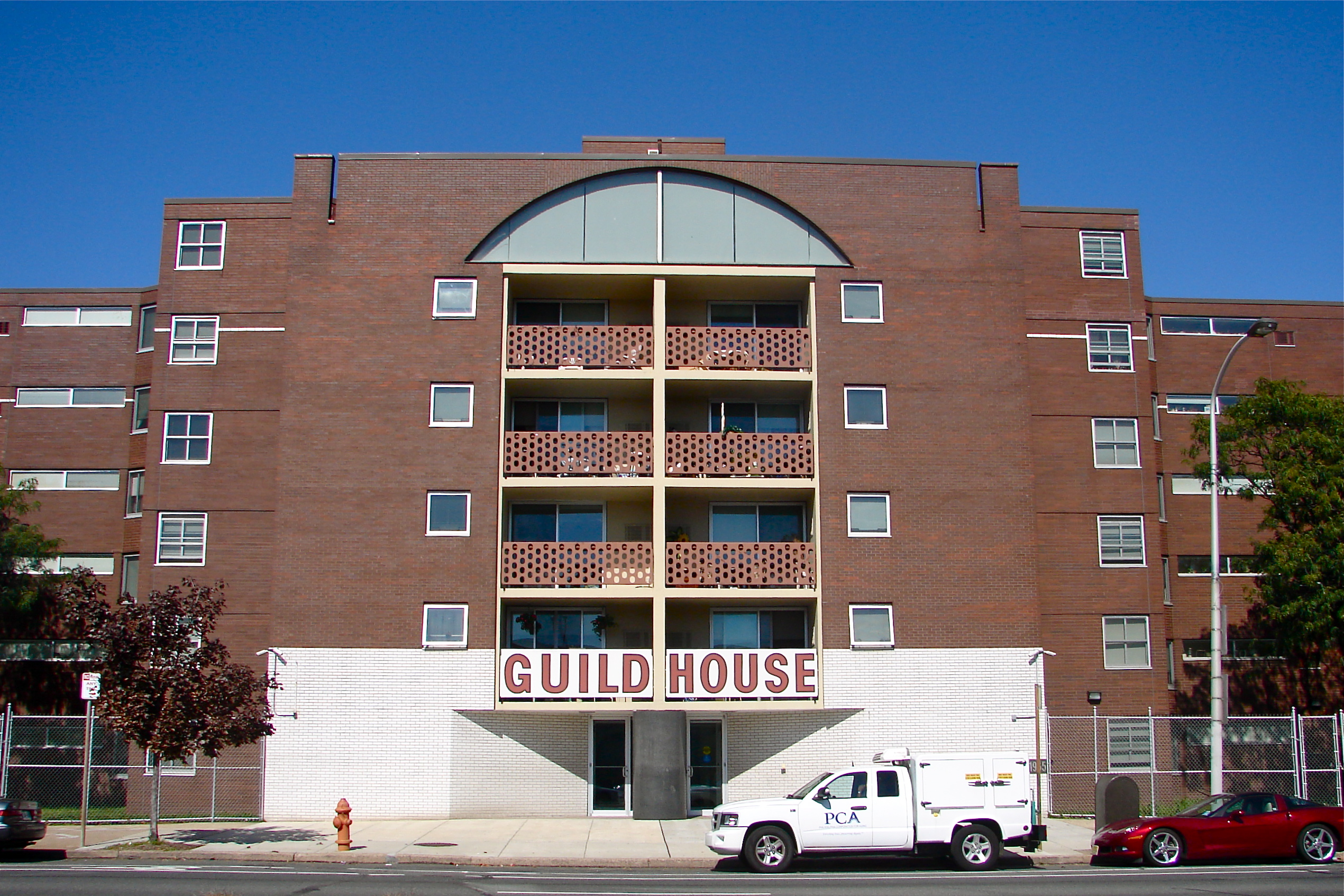
Guild House.

Los diseños de sus edificios urbanos tienen un aspecto característico, que recuerda a dibujos o pinturas, tanto por el empleo de colores, como por la ubicación de las ventanas y demás elementos en las fachadas. Venturi pretende con ello dar un aire alegre a los edificios situados en un medio urbano, por lo general monótono. En cambio, es muy respetuoso con el entorno cuando diseña edificios situados en la naturaleza, como las casas de vacaciones que ha realizado en diversos lugares de los Estados Unidos.
Separación del movimiento moderno
En su “Complejidad y contradicción en la arquitectura” de 1966 defiende una posición contraria a la arquitectura moderna, contra su pretensión de buscar solo la diferencia y la novedad. Quiere mostrar la complejidad de la forma arquitectónica que no puede ser reducida a un solo sistema lógico y estético (como defendían los modernos). Argumenta que esta arquitectura no es adecuada para un período de cambio como es de los 60, haciendo de esta voluntad de cambio su objetivo entonces se separa de ellos autodenominándose posmoderno. La posmodernidad significa la superación del movimiento moderno. Un aceptar las complicaciones del hombre común en vez de ignorarlas y plantear un empezar de cero como hacían sus predecesores.
En 1972 publicó el libro "Aprendiendo de las Vegas" escrito con Denise Scott Brown y Steven Izenour. La primera parte amplia los resultados del seminario organizado en 1968 en la Universidad de Yale; con fotos, mapas y diagramas en las que demuestra cómo funciona la arquitectura típica de Las Vegas. En el centro de la segunda parte se habla sobre dos figuras emblemáticas: "el pato" y "la caja decorada". El pato se convierte en una escultura; la forma simbólica se apropia completamente de la arquitectura, desempeñando un papel excesivo. La caja funcional, se decora de acuerdo con su función, con un cartel publicitario sobre la cubierta o en el terreno.
Influencias
Algunas de las más importantes son su admiración por Kahn con quien estudió en la Universidad de Yale. De él rescata el haber establecido una conexión con el pasado y haber dado a la arquitectura un desarrollo autónomo. Además es vital el viaje que realiza a Roma en el cual puede estudiar el barroco, período que lo apasiona por su capacidad de articular los elementos, subordinándolos a una unidad geométrica global y desarrollando todo tipo de ambigüedades. Finalmente hay que destacar su contemporaneidad con el pop art, cuyos valores, la admiración por el vernáculo comercial y los objetos de consumo se ven reflejados en su obra.
Las fuentes fundamentales para Venturi serán las tradiciones eclécticas y clasicistas (Barroco, Manierismo, Rococó) y la arquitectura popular. Es además admirador de Le Corbusier, Aalto, Van Eyck (por su defensa de las culturas primitivas y sus saberes). En referencia a Mies se destaca que pese a la creencia errónea que era su crítico acérrimo, la realidad demuestra todo lo contrario "De todo lo que he escrito y dicho en mi vida, que ha sido mucho, no hay nada de lo que me arrepienta o que quiera retirar, excepto quizás la frase “Menos es Aburrido”. Aquello era una rebeldía contra la simpleza insulsa de lo que yo la llamaría la arquitectura moderna tardía. Era una frase retórica. Desde nuestra perspectiva actual, no me cabe duda de que Mies es uno de los grandes maestros de este siglo en la arquitectura y todos los arquitectos deberíamos besar los pies de Mies van der Rohe por todos sus logros y lo que podemos aprender de él”.
Toda esta complejidad debe resolverse comprometiéndose con el conjunto. Esta unidad mantiene un control sobre los elementos en conflicto que las compone como un todo. Valora la tradición que considera que los artistas tienen completo significado en cuanto son valorados en relación con sus predecesores.
Proclamaba en su libro la dualidad, la riqueza de significado, que oponía a una arquitectura aburrida, intuyendo que con atender solamente los requerimientos funcionales no se cumplía con la misión arquitectónica, sino que se conducía a la desolación y el agotamiento del habitante.
Se basa para su obra en la cultura americana de consumo por excelencia. Estas características emergentes de una sociedad desordenada, difícil de entender por el ciudadano, no son compatibles con el racionalismo. Es necesario expresar estas contradicciones e incertidumbres también en el plano artístico.
Concluye que el arquitecto debe saber como interpretar con nuevos criterios de gusto y composición los elementos de la metrópolis moderna y los elementos de mala reputación, como puede ser el equipamiento urbano. Se refiere al pop art con quien comparte el gusto por los elementos vulgares de la cultura urbana, que combinan para mostrarla variedad y vitalidad. En este sentido la propuesta de Venturi es un reflejo de la sociedad norteamericana de los 50 y 60.
Lo que más destaca de los edificios que analiza en su libro (más de 200 obras) es explorar temas como las contradicciones en las composiciones así como el poder de expresar varios significados simultáneamente, o tener una dualidad funcional. Reduce la arquitectura a un fenómeno perceptivo, a un juego de formas que transmiten mensajes a nuestros sentidos. Destaca entonces su capacidad expresiva.
Casa Vanna Venturi
Se realizan previamente varios proyectos previos y maquetas. Considera al edificio sustancialmente clásico en su planta y forma y su ornamentación y elevación. Sin embargo especifica que a pesar de ser clásica no es pura, se adhiere más a las características manieristas que admite contradicción con la idea de orden. Venturi considera que para apreciar esto se debe ser consciente de la contradicción en la arquitectura clásica, como en las obras de Palladio a quien considera su guía. De su Villa Master es que toma la fachada en pendiente. En esta casa vemos expresados varios de los elementos de contradicción y complejidad explicados en el libro:
- La planta y el frente y la parte posterior son simétricas con un eje ventral pero en el perímetro de la planta las extremidades varían para acomodarse a excepciones en la planta.
- Escala doméstica que es a la vez monumental conseguida con las cubiertas inclinadas que rememoran el frontón.
- Orden y simetría generales que se ponen en crisis en los pequeños detalles como el cuerpo que sobresale por detrás o las ventanas que se abren de forma asimétrica. La abertura para revelar el volumen posterior y la chimenea son formas de mostrar el efecto manierista de las capas espaciales y de esa forma separar a la fachada de la casa.
- Entrada parece enorme por la sombra que proyecta pero es en realidad modesta
- El cuerpo central de la casa es sólido, a diferencia de los espacios centrales del plan Palladiniano.

La simetría evidente al principio es entonces modificada por pequeñas excepciones.
Vale destacar que, aunque en parte critica a Wright, el interior se encuentra en esta casa articulado en torno a la chimenea, una estufa a leña y una escalera, en similitud a las casas inglesas del s. XVII. Sorprende en la época que las ventanas parecen efectivamente ventanas, y no son simplemente huecos como había promulgado el Movimiento Moderno.
Además es importante decir que se ve una recuperación de la ornamentación, finalizando la obra de su maestro Kahn en la ruptura con todos los ideales modernos. Su decoración aplicada de carácter clásico, es inusual para la época (mediados del siglo XX).
Existe un arco en la fachada que se compone de las mismas molduras y es aplicado para enriquecer la abertura. Este combinado con el dintel hacen parecer mayor aún la escala del edificio. Además se ve decoración en las paredes circundantes, casi similar a un dibujo.
Hay elementos decorativos que no son clásicos, como la “banda” industrial o la ventana de la cocina. Pero esto se enmarca en la voluntad manierista de contradicción. Finalmente se remite a un historicismo simbolista del estilo que busca la esencia del estilo.
“Algunos han dicho que la casa de mi madre parece un dibujo de niños -representando los elementos básicos de refugio- (…). Me gusta pensar que es algo que alcanza otra esencia, esa del género de que es una casa y es elemental”.
“La casa de mi madre fue diseñada cuando ella ya era una viuda anciana, con su dormitorio en la planta baja, sin garaje porque ella no conducía, y con habitaciones para una sirvienta y la posibilidad de tener una enfermera -además de ser también adecuada para sus bellos muebles con los que yo me había criado. Por lo demás, ella no realizó otras demandas al arquitecto, su hijo, relacionadas con el programa o su estética -ella era maravillosamente confiada.”
Guild House
- Es una residencia de ancianos en Filadelfia.
- Su planta es funcional e ingenieril
- Recurso de la cartelería aplicado por primera vez deliberadamente
- Composición clásica en la fachada
- Antena dorada como símbolo de la vida de los ancianos y de la cultura (pop art).

En su libro “Aprendiendo de las Vegas”  plantea dos caminos para que un edificio sea comunicativo. Que en su forma exprese una función o que sea un edificio funcional con un rótulo gigante. La segunda opción es la que considera más contemporánea. Esto implica una independización de la fachada como hecho autónomo del contenido funcional.
Un ejemplo del edificio anuncio es el “National College Hall of Fame”, un edificio con forma similar a la de una galería que es totalmente independiente de la fachada, siendo esta una anuncio gigante con pantalla electrónica.
Así se opone a Loos considerando al edificio como una máquina funcional por dentro y una obra singular por fuera. Los que pasará a caracterizar su obra será una muestra de posibilidad de adaptabilidad y prevalencia de la arquitectura basándose en el uso de elementos convencionales. Se ubica entonces en el polo opuesto de su maestro Kahn.
El concepto de aplique.
Lo que empezó por se una búsqueda de un máximo efecto con los mínimos medios (como en la Guild House en la que se usan elementos de producción en serie para reducir los costos económicos) se termina transformando en una caída en la trivialidad y el decorativismo. Tomando como modelo los papeles pintado de Morris, aplicará diseños a objetos y espacios tratándolos epidérmicamente. Considerará que lo que caracteriza cada edificio es el vestuario, la ornamentación, el tratamiento, la estructura interior que lo constituye es entonces meramente un hecho constructivo y funcional.
- Casa Vanna Venturi (Filadelfia)

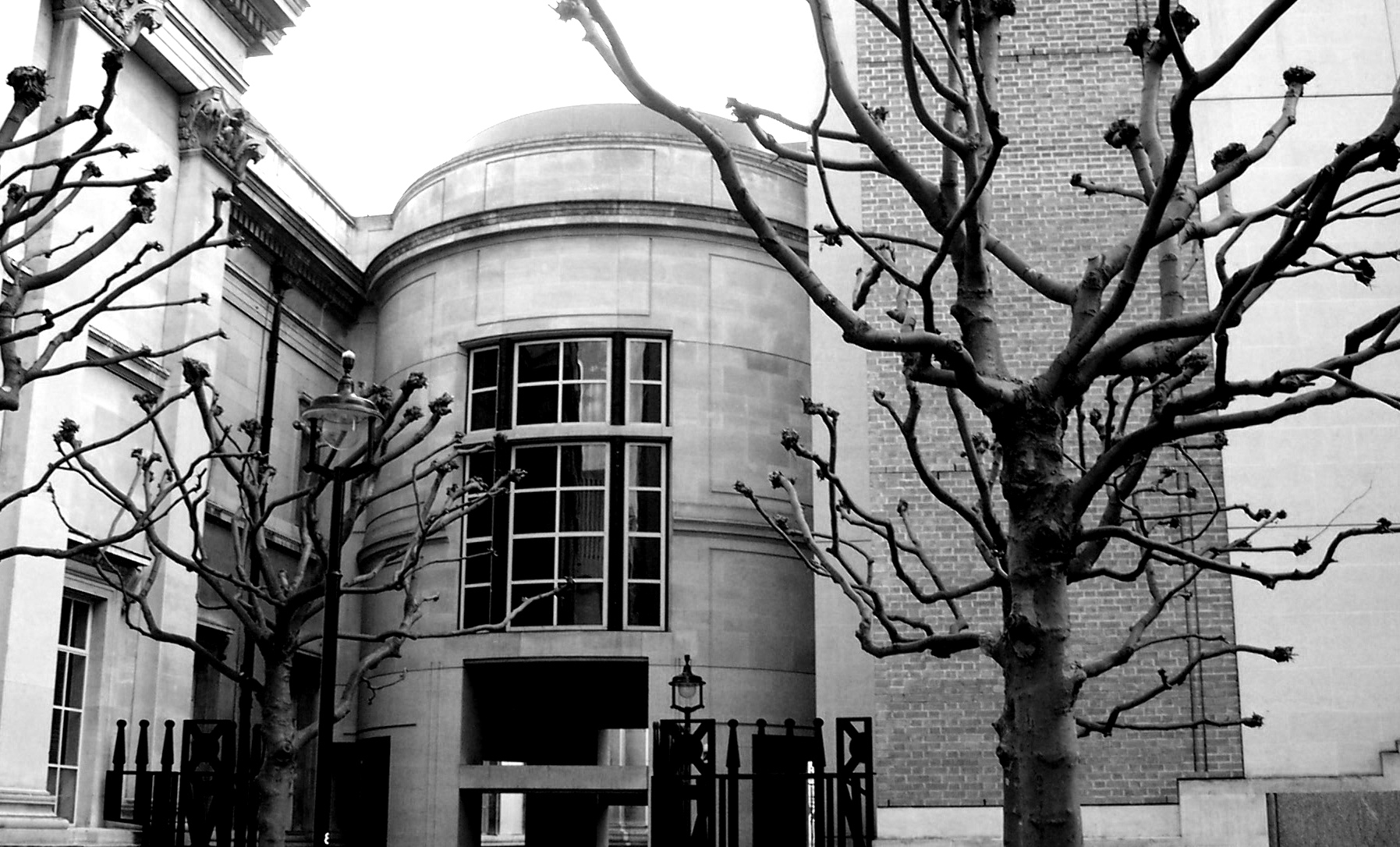
Museo National Gallery de Londres. Enlace entre el Ala Sainsbury (Venturi) y el Edificio Wilkins visto desde la parte trasera.

- Modelo de Ciudad Celebration para Disney World (Orlando, Florida)
- Pabellón de Estados Unidos para la Exposición Universal 1992 (Sevilla)
- Museo de Arte (Seattle, Washington)
- Ampliación del Museo National Gallery (Londres)
- Laboratorio Lerwis Thomas, Universidad de Princeton (Princeton, Nueva Jersey)
- Auditorio de la Orquesta de Filadelfia (Filadelfia)
- Museo de las Artes Manufactureras (Fráncfort del Meno)
- Sala de Exposición de Basco (Filadelfia)
- Edificio de Investigaciones Clínicas, Universidad de Pensilvania (Filadelfia)
- Casa de Vacaciones Trubek y Wislocki (Nantucket Island, Massachusetts)
- Edificio de Juzgados Franklin (Filadelfia)
- Edificio Gordon Wu, Universidad de Princeton (Princeton, Nueva Jersey)
- Facultad de Estudios Humanísticos, Universidad del Estado (Nueva York)
- Guild House (Filadelfia)
- Museo del Niño en Houston.